# Родріго Моледо
Родріго Модесто да Сілва Родріго Моледо (порт. Rodrigo Modesto da Silva Moledo; 27 жовтня 1987, Ріо-де-Жанейро) — бразильський  футболіст,  захисник клубу «Панатінаїкос».

## Клубна кар'єра
Вихованець клубу «Уніан» (Ріо-де-Жанейро), де і розпочав ігрову кар'єру. 2009 року недовго грав на правах оренди за польський клуб «Одра».
У 2010 році Моледо перейшов в «Інтернасьонал». Свій перший гол за клуб він забив 7 вересня 2011 року в матчі проти «Америка Мінейро».
19 червня 2013 року було офіційно оголошено про те, що Моледо підписав п'ятирічний контракт з харківським «Металістом». Всього за харків'ян бразилець провів 17 матчів і забив 2 голи в усіх турнірах. З 2014 року гравець був поза грою через серйозну травму коліна, а в травні 2015 року розірвав контракт з харківським клубом.
3 липня 2015 року Родріго повернувся в клуб «Інтернасьонал», підписавши контракт до кінця року, але через травми так і не провів за команду жодного матчу.
У січні 2016 року перейшов на правах оренди у грецький «Панатінаїкос» .

## Міжнародна кар'єра
19 квітня 2013 року Моледо був вперше викликаний в збірної Бразилії головним тренером Луїсом Феліпе Сколарі на товариський матч проти Чилі. Проте у збірній так і не провів жодного матчу.

## Досягнення

### Клубні
«Інтернасьйонал»
- Переможець Рекопи Південної Америки (1): 2011
- Переможець Ліги Гуашу (2): 2012, 2013